# 西谷山
西谷山（にしたにやま）は、鹿児島県鹿児島市の町丁。郵便番号は891-0117。人口は3,746人、世帯数は1,526世帯（2020年4月1日現在）。西谷山一丁目から西谷山四丁目までがあり、西谷山一丁目から西谷山四丁目までの全域で住居表示を実施している。
高等学校や特別支援学校、小学校が設置されており、隣接する谷山中央八丁目と共に谷山地域における文教・福祉施設の拠点となっている。

## 地理
鹿児島市の南部、木之下川の中流域に位置している。町域の北方から西方にかけて上福元町、南方には谷山中央七丁目及び谷山中央六丁目、慈眼寺町、西方には下福元町、東方には谷山中央八丁目がそれぞれ接している。
町域の北端を鹿児島県道20号鹿児島加世田線が東西に通っており、南端の谷山中央及び慈眼寺町との境界上を九州旅客鉄道指宿枕崎線が通っている。
中央部に鹿児島県立開陽高等学校及び鹿児島県立鹿児島盲学校、北部には谷山善き牧者幼稚園、鹿児島市高齢者福祉センター谷山、谷山第二中央公園、南部には西谷山保育園、西部には鹿児島市立西谷山小学校が所在している。

## 歴史

### 前史
現在の西谷山の区域は昭和前期までは水田が広がっていたが、1942年（昭和17年）に鹿児島市郡元町（現在の鴨池新町）で航空機の部品製造を行っていた田辺航空工業の本社及び本社工場（約1万坪）が建設され、付近には従業員の社宅による田辺集落が形成されていた。
1945年（昭和20年）8月6日に田辺航空工業を標的とした空襲が行われ工場が全壊し、終戦後は平和産業への切り替え及び社名を新生工業に改称するが1951年（昭和26年）に事業を閉鎖した。
1949年（昭和24年）12月に田辺航空工業の工場事務所跡に善き牧者の愛徳聖母修道会により児童養護施設である愛の聖母園が設置された。
1958年（昭和33年）1月には鹿児島市鴨池町にあった鹿児島県立農業試験場が田辺地区に移転した。敷地総面積は2,182.7アールであり、主に水田が437アール、畑が594アールであった。2006年（平成18年）に谷山に設置されていた鹿児島県立農業試験場は廃止され、日置市吹上町和田にある鹿児島県立農業大学校敷地内に農業開発総合センターとして改組され移転した。

### 区画整理事業の施行
1997年（平成9年）度より谷山第二地区土地区画整理事業として現在の西谷山及び谷山中央八丁目、上福元町の一部、下福元町の一部を区域とした72.9haの区域について土地区画整理事業に着手し、2016年（平成28年）に事業施行が完了する予定である。また、西谷山の区域の全域及び谷山中央八丁目の一部が2010年（平成22年）に谷山文教・福祉地区に指定されており、谷山地域における文教・福祉施設の拠点として位置づけられた。
2003年（平成15年）に単位制高校である鹿児島県立開陽高等学校が下伊敷より移転し、2011年（平成23年）4月には鹿児島県立鹿児島盲学校が下伊敷より移転している。

### 町名としての西谷山
2014年（平成26年）2月17日に、谷山第二地区土地区画整理事業の事業区域の一部において谷山第二地区（第一期）として住居表示が実施され、上福元町及び下福元町の一部（谷山第二地区のうち惣福森山線より西側、御所下和田名線より東側の区域）より「西谷山一丁目」及び「西谷山二丁目」が設置された。
2020年（令和2年）2月3日には、上福元町及び下福元町の一部より「西谷山三丁目」、「西谷山四丁目」が設置された。

### 町域の変遷
| 実施後               | 実施年             | 実施前           |
| -------------------- | ------------------ | ---------------- |
| 西谷山一丁目（新設） | 2014年（平成26年） | 上福元町（一部） |
| 西谷山一丁目（新設） | 2014年（平成26年） | 下福元町（一部） |
| 西谷山二丁目（新設） | 2014年（平成26年） | 上福元町（一部） |
| 西谷山二丁目（新設） | 2014年（平成26年） | 下福元町（一部） |
| 西谷山三丁目（新設） | 2020年（令和2年）  | 上福元町（一部） |
| 西谷山三丁目（新設） | 2020年（令和2年）  | 下福元町（一部） |
| 西谷山四丁目（新設） | 2020年（令和2年）  | 上福元町（一部） |
| 西谷山四丁目（新設） | 2020年（令和2年）  | 下福元町（一部） |

## 施設

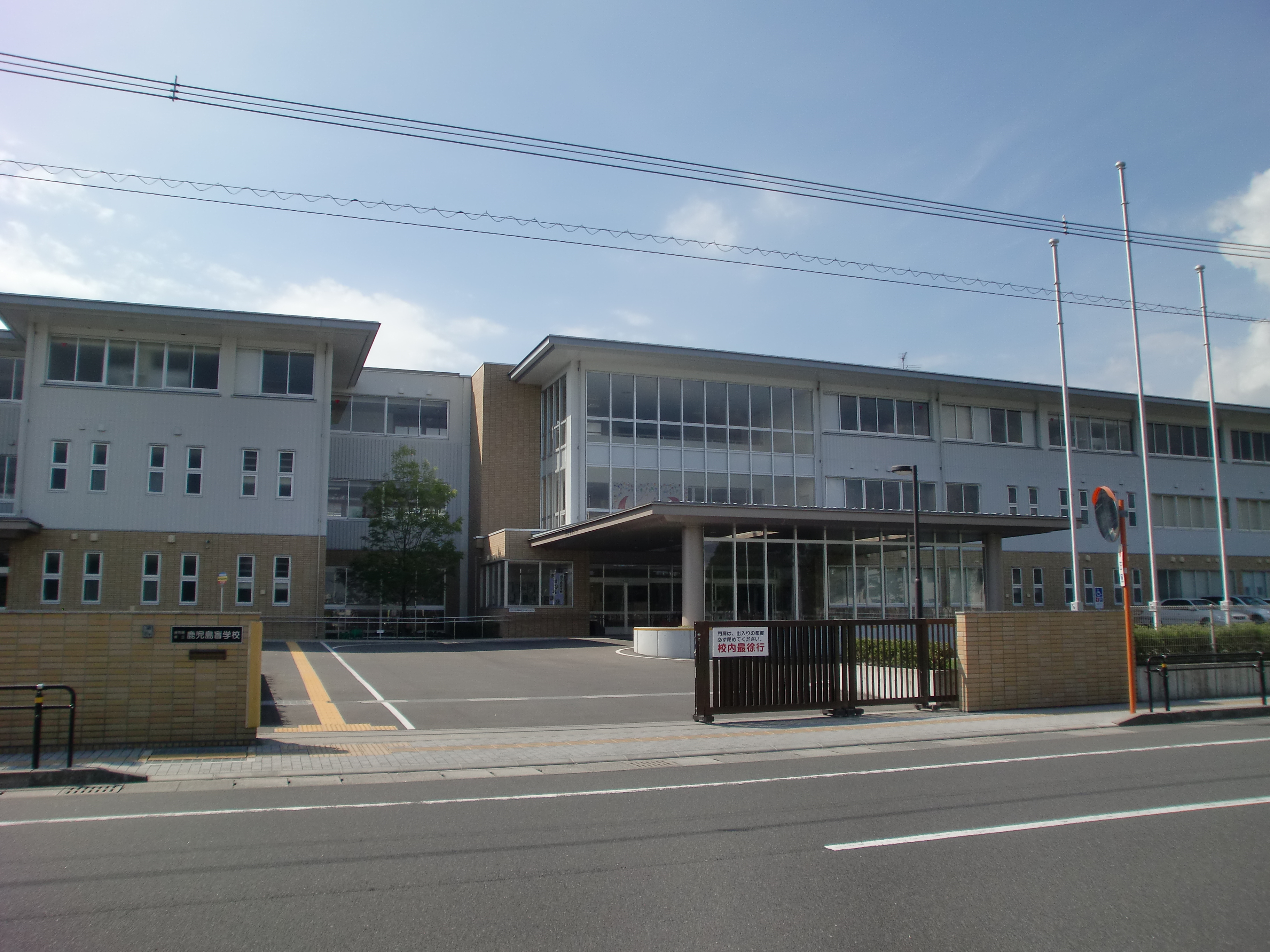
鹿児島県立鹿児島盲学校

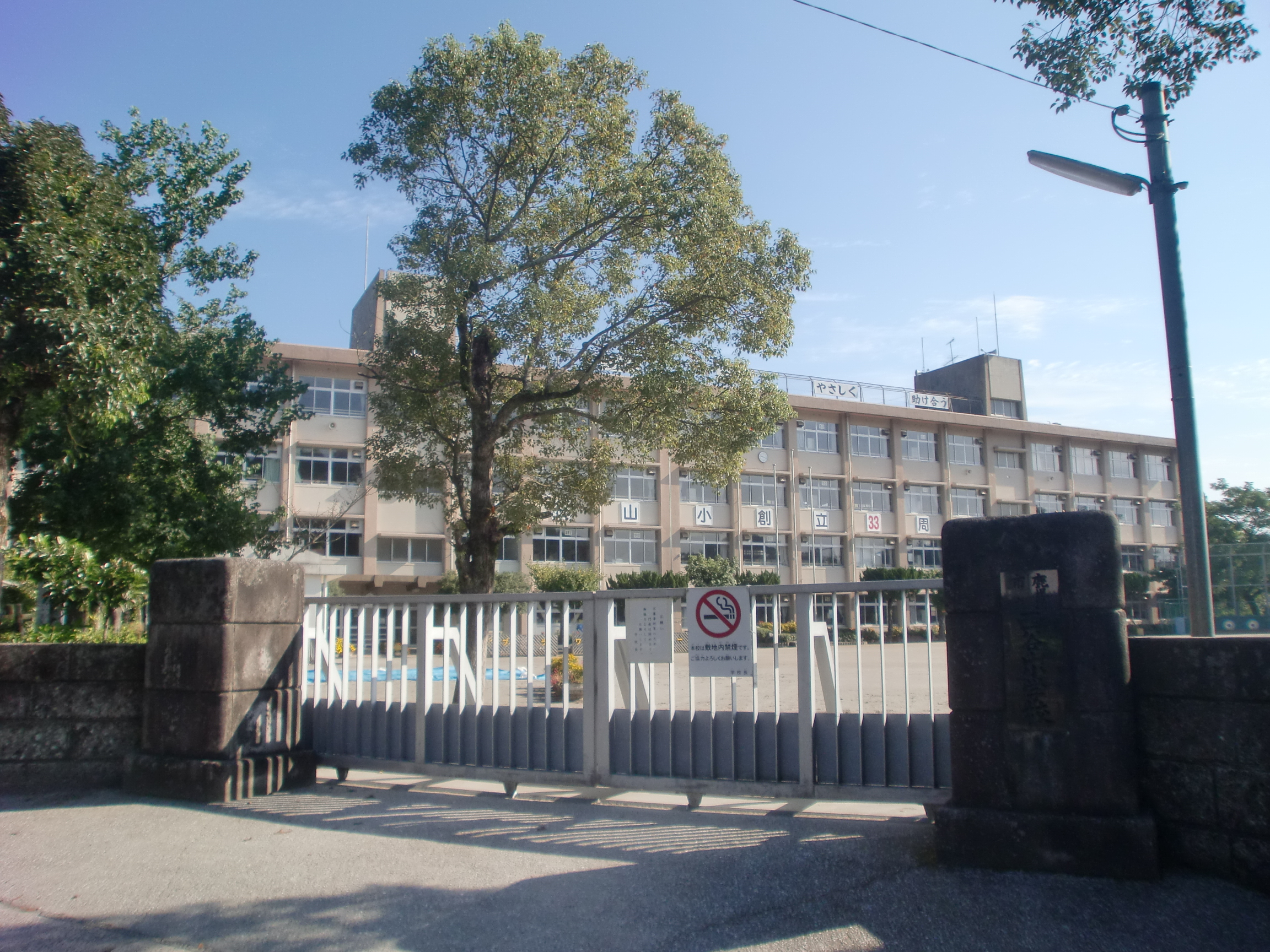
鹿児島市立西谷山小学校

### 公共
- 南部保健センター[16]
- 南部親子つどいの広場（たにっこりん）[17]
- 鹿児島市高齢福祉センター谷山[18]
- 谷山第二中央公園

### 教育
- 鹿児島県立開陽高等学校
- 鹿児島県立鹿児島盲学校
- 鹿児島県立鹿児島南特別支援学校[19]
- 鹿児島市立西谷山小学校[20]
- 谷山善き牧者幼稚園
- 西谷山保育園
- 愛の聖母園

## 世帯数・人口
2020年（令和2年）現在の丁目別の世帯数及び人口は以下のとおりである。
|              | 世帯数 | 人口  |
| ------------ | ------ | ----- |
| 西谷山一丁目 | 215    | 477   |
| 西谷山二丁目 | 292    | 695   |
| 西谷山三丁目 | 591    | 1,521 |
| 西谷山四丁目 | 428    | 1,053 |

## 小・中学校の学区
市立小・中学校に通う場合、学区（校区）は以下の通りとなる。
| 町丁         | 街区（番） | 小学校                 | 中学校               |
| ------------ | ---------- | ---------------------- | -------------------- |
| 西谷山一丁目 | 全域       | 鹿児島市立西谷山小学校 | 鹿児島市立谷山中学校 |
| 西谷山二丁目 | 1-19       | 鹿児島市立西谷山小学校 | 鹿児島市立谷山中学校 |
| 西谷山二丁目 | 20         | 鹿児島市立谷山小学校   | 鹿児島市立谷山中学校 |

## 交通

### 道路
主要地方道
- 鹿児島県道20号鹿児島加世田線